# Nogometna reprezentanca Demokratične republike Kongo
Nogometna reprezentanca Demokratične republike Kongo (s starim imenom Nogometna reprezentanca Zaira in vzdevkom Leopardi) predstavlja Demokratično republiko Kongo na mednarodnih nogometnih tekmovanjih. Pod starim imenom Zair (1968-1997)  so se kot prva črna reprezentanca uvrstila na Svetovno prvenstvo v nogometu, dvakrat so tudi osvojili Afriški pokal narodov.Članica Fife je od leta 1964,članica CAF pa od leta 1973.

## Nastopi na velikih tekmovanjih

### Svetovna prvenstva
| Leto         | Krog                  | Uvrstitev             | OD                    | Z                     | R                     | P                     | DG                    | PP                                            |
| ------------ | --------------------- | --------------------- | --------------------- | --------------------- | --------------------- | --------------------- | --------------------- | --------------------------------------------- |
| 1930 do 1970 | Niso sodelovali       | Niso sodelovali       | Niso sodelovali       | Niso sodelovali       | Niso sodelovali       | Niso sodelovali       | Niso sodelovali       | Niso sodelovali                               |
| 1974         | 1. krog               | 16                    | 3                     | 0                     | 0                     | 3                     | 0                     | 0-2 Škotska , 0-9 Jugoslavija , 0-3 Brazilija |
| 1978 do 1982 | Niso se kvalificirali | Niso se kvalificirali | Niso se kvalificirali | Niso se kvalificirali | Niso se kvalificirali | Niso se kvalificirali | Niso se kvalificirali | Niso se kvalificirali                         |
| 1986         | Niso sodelovali       | Niso sodelovali       | Niso sodelovali       | Niso sodelovali       | Niso sodelovali       | Niso sodelovali       | Niso sodelovali       | Niso sodelovali                               |
| 1990 do 2010 | Niso se kvalificirali | Niso se kvalificirali | Niso se kvalificirali | Niso se kvalificirali | Niso se kvalificirali | Niso se kvalificirali | Niso se kvalificirali | Niso se kvalificirali                         |
| Skupaj       | 1/18                  |                       | 3                     | 0                     | 0                     | 3                     | 0                     | 14                                            |

### Afriški pokal narodov
| 1957 | Niso nastopili | 1976 | 1. krog               | 1994 | Četrtfinale           |
| 1959 | Niso nastopili | 1978 | Niso nastopili        | 1996 | Četrtfinale           |
| 1962 | Niso nastopili | 1980 | Niso se kvalificirali | 1998 | Tretje mesto          |
| 1963 | Niso nastopili | 1982 | Niso se kvalificirali | 2000 | 1. krog               |
| 1965 | 1. krog        | 1984 | Umik s prvenstva      | 2002 | Četrtfinale           |
| 1968 | Prvaki         | 1986 | Niso se kvalificirali | 2004 | 1. krog               |
| 1970 | 1. krog        | 1988 | 1. krog               | 2006 | Četrtfinale           |
| 1972 | Četrto mesto   | 1990 | Niso se kvalificirali | 2008 | Niso se kvalificirali |
| 1974 | Prvaki         | 1992 | Četrtfinale           | 2010 | Niso se kvalificirali |

## Nekdanji in sedanji znani igralci
- René Makondele
- Shabani Nonda
- Etepe Kakoko
- Lomana LuaLua
- Mbala Mbuta Biscotte
- Cedrick Makiadi
- Michél Mazingu-Dinzey
- Dieumerci Mbokani
- Assani Lukimya-Mulongoti
- Youssuf Mulumbu
- Cédric Mongongu
- Larrys Mabiala
- Trésor Mputu